# Bengt Fahlkvist
Bengt Fahlkvist (né le 15 avril 1922 et mort le 7 mars 2004) est un lutteur suédois spécialiste de la lutte libre. Il participe aux Jeux olympiques d'été de 1948 et combat dans la catégorie des poids mi-lourds en lutte libre. Il y remporte la médaille de bronze.

## Palmarès

### Jeux olympiques
- Jeux olympiques de 1948 à Londres,  Royaume-Uni
  -  Médaille de bronze.